# Rollin’ Stone
Rollin’ Stone ist ein Bluessong von Muddy Waters und dessen Version des Blues-Standards Catfish Blues, der zuvor bereits von einer Reihe bedeutsamer Bluesmusiker aufgenommen wurde und dessen Wurzeln bis in die 1920er-Jahre zurück reichen.

## Geschichte
Waters’ Aufnahme erschien erstmals 1950 bei Chess Records mit der B-Seite Walkin’ Blues (eine Coverversion eines Stückes von Robert Johnson). Es war die erste Aufnahme von Waters bei diesem Label.
Produziert wurden die Aufnahmen von Leonard und Phil Chess. Es handelt sich um eine Soloperformance von Waters mit Gesang und E-Gitarre. Neben ihm treten keine weiteren Musiker auf. Das bringt Rollin’ Stone in die Nähe des Stils früherer Delta-Blues-Musiker, die oftmals solo auftraten. Der Griff zur E-Gitarre macht jedoch die Wandlung zum Chicago Blues deutlich, der elektrisch verstärkt gespielt wurde.
Der Titel betont das Bild von den wandernden Steinen am Grund des Wassers, das bereits im Text des  Catfish Blues erscheint und auf ein altes englisches Sprichwort zurückgeht: A rolling stone gathers no moss („Ein rollender Stein setzt kein Moos an“).
Der Song wurde von einer Vielzahl verschiedener Musiker gecovert und wurde somit nicht nur durch Muddy Waters’ Originalversion ein Klassiker und ein Standard der Bluesmusik. Er wurde 2000 in die Grammy Hall of Fame aufgenommen. Die Blues Foundation nahm das Stück 2019 in ihre Blues Hall of Fame auf.
Als Jimi Hendrix seine Version des Catfish Blues ablieferte, orientierte er sich stark an Waters’ Rollin’ Stone. Auch Johnny Winter und Paul Rogers mit Jeff Beck haben das Stück gecovert.
2023 coverten The Rolling Stones das Stück als Abschluss des Albums Hackney Diamonds unter dem Titel Rolling Stone Blues. Nur Mick Jagger und Keith Richards waren an der Aufnahme beteiligt.

## Soziokulturelle Wirkung
Rollin’ Stone wurde u. a. auch dadurch bekannt, weil sich die britische Rockgruppe The Rolling Stones nach Waters’ Song benannt hat – auch wenn es eine alternative Geschichte innerhalb der Band gibt, wonach sich die Band nach der Liedzeile „I’m a rollin’ stone“ aus dem Bluessong Mannish Boy (ebenfalls von Muddy Waters) benannt haben soll. Auch das amerikanische Musikmagazin Rolling Stone leitet seinen Namen von Muddy Waters’ Stück ab. 2003 listete diese Zeitschrift Rollin’ Stone auf Rang 459 ihrer Liste der 500 besten Songs aller Zeiten.